# Glennon Doyle

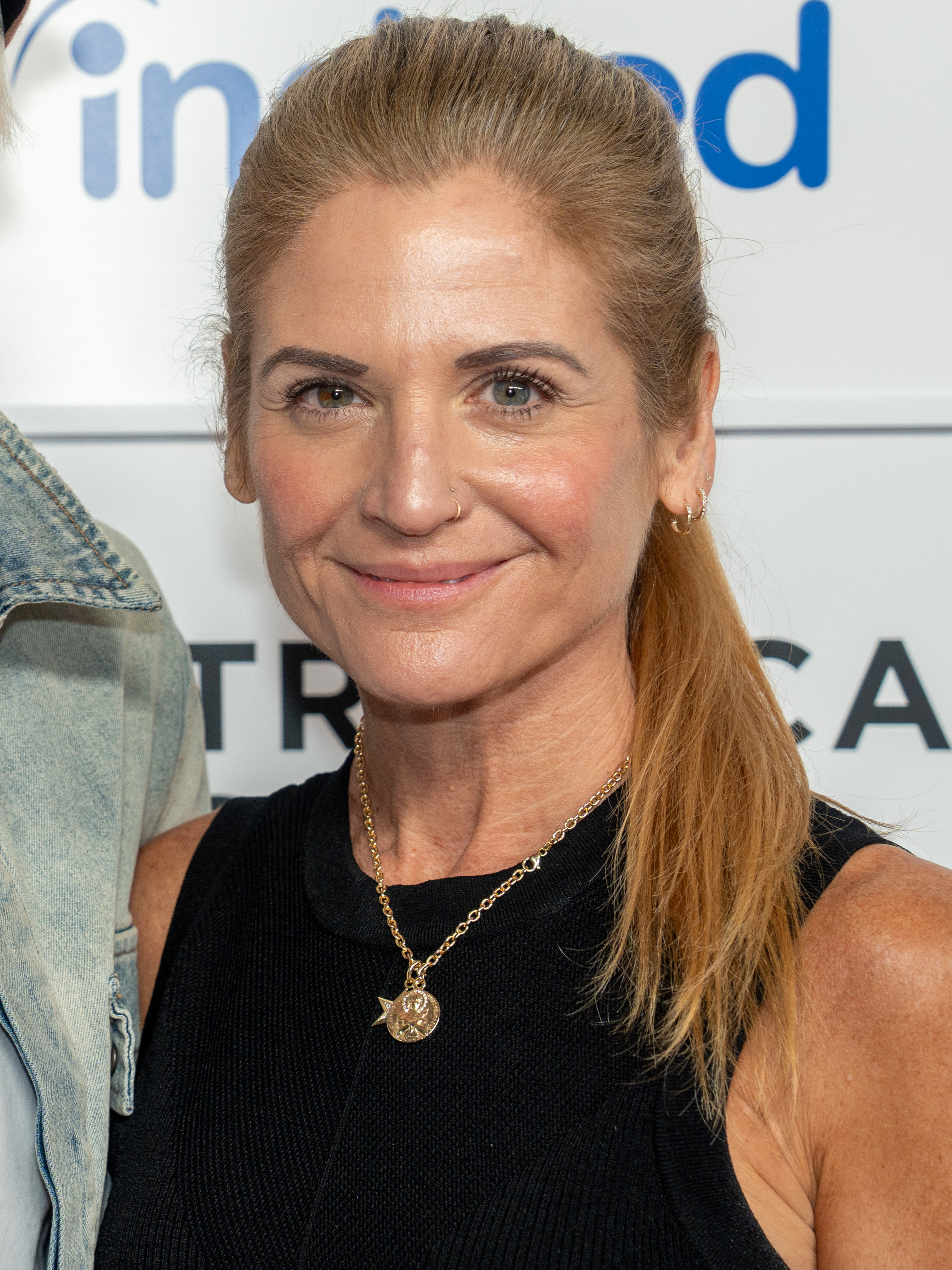
Glennon Doyle (2025)

Glennon Doyle (geboren am 20. März 1976) ist eine US-amerikanische Autorin und queere Aktivistin, die durch ihre Bücher Ungezähmt, Ungebrochen und Carry On, Warrior bekannt wurde.